# My Dad the Rock Star
My dad the Rockstar is een Canadese tekenfilmserie uit 2003. De serie is gebaseerd op het boek My Dad the Rockstar: Rebel without a Nose Ring door de bassist van KISS, Gene Simmons. De show wordt geregisseerd door Doug Thomas. De Nederlandse versie wordt geregisseerd door Stan Limburg, en werd in 2004 en 2005 uitgezonden op Nickelodeon.

## Het verhaal
Willy Zilla is de 12-jarige zoon van de beroemde rockster Rock Zilla. Maar ook al zijn kinderen jaloers op zijn leven, is er maar één ding dat Willy wil: een normaal leven leiden. Zijn droom komt dan ook uit als hij, zijn vader Rock Zilla, zijn moeder Crystal, zijn zus Serenity, Skunk en zijn reptiel Mosh naar Silent Springs verhuizen. Al snel ontmoet hij Alissa en Quincy. En de pestkop Buzz. Willy probeert een normaal leven te leiden onder de valse naam Willy Zillowski. Maar al gauw komt de waarheid aan het licht als zijn vader leraar wordt op zijn school. En zo beginnen de avonturen. Van de eerste gouden plaat van zijn vader terugkrijgen van Buzz tot het terugvinden van Mosh.

## De acteurs

### Originele (Engelstalige) versie
| Rol                            |   | Stemacteur           |
| Rockfreud Amadeus "Rock" Zilla | - | Lawrence Bayne       |
| Willy Zilla                    | - | Joanne Vannicola     |
| Crystal Zilla                  | - | Kathleen Laskey      |
| Serenity Zilla                 | - | Stephanie Anne Mills |
| Quincy                         | - | Martin Villafana     |
| Alyssa                         | - | Sarah Gadon          |
| Bobby "Buzz" Sawchuck          | - | Rob Stefaniuk        |
| Skunk                          | - | Don Francks          |

### Nederlandstalige versie
Voor de Nederlandstalige versie zijn verschillende bekende Nederlanders (met name muzikanten) bereid gevonden om de stemmen in de serie te leveren. 
| Rol                            |   | Stemacteur            |
| Rockfreud Amadeus "Rock" Zilla | - | Barry Hay             |
| Willy Zilla                    | - | Jamai Loman           |
| Kristel Zilla                  | - | Karin Bloemen         |
| Serenity Zilla                 | - | Tatum Dagelet         |
| Quincy                         | - | Brainpower            |
| Alissa                         | - | Birgit Schuurman      |
| Bobby "Buzz" Zaagprak          | - | Beau van Erven Dorens |
| Skunk                          | - | Peter Koelewijn       |
| Paparazzi Kiek                 | - | Joop van Tellingen    |
| Directeur Malfactor            | - | Henkjan Smits         |

## Citaten
- Chrystal tegen Rock, die gefrustreerd door het huis loopt: "Wat is er, schat? Draaien ze je platen weer achterstevoren?"
- Rock Zilla met zijn vader, een klassiek musicus, in een verhit debat:

Vader: "Ik heb nog gespeeld voor 'her majesty the queen'!"
Rock: "En ík heb gespeeld mét Queen!"
- Rock proeft zijn nieuwe chilli concarne:

Rock: "Buuuuuuuuuuurp ! Zo dat was nog lekkerder op weg naar boven dan naar beneden !"
- Rock: "Hé, Willy! Wil je een heel enge video kijken?"

Willy: "Maar dat is de vakantievideo van opa en oma!"
Rock: "Ja, dat zeg ik. Heb je opa ooit in een string gezien? Je doet geen oog meer dicht!"